# Суханов Артем Миколайович
Артем Миколайович Суханов (нар. 2 листопада 1989, Бахмут, Донецька область) — майор Збройних Сил України, що відзначився у ході російського вторгнення в Україну, учасник російсько-української війни, лицар ордена Богдана Хмельницького III ступеня.

## Життєпис
Пройшов всі щаблі військової служби: від солдата строкової служби до командира механізованого батальйону. Перебував на таких посадах, як командир відділення, старшина роти, головний сержант роти, головний сержант батальйону, командир взводу, командир роти, начальник штабу — перший заступник командира окремого мотопіхотного батальйону, командир механізованого батальйону. 
Одружений, виховує сина.

## Нагороди
Іменна вогнепальна зброя.
Почесний нагрудний знак Головнокомандувача ЗСУ «Срібний хрест».
Нагрудний знак «Знак пошани».
Орден Богдана Хмельницького III ступеня.
Нагрудний знак «За військову доблесть»